# France aux Jeux olympiques d'été de 2000
 (octobre 2012).
Si vous disposez d'ouvrages ou d'articles de référence ou si vous connaissez des sites web de qualité traitant du thème abordé ici, merci de compléter l'article en donnant les références utiles à sa vérifiabilité et en les liant à la section « Notes et références ».
L'équipe de France olympique participe aux Jeux olympiques d'été de 2000 à Sydney. Elle y remporte trente-huit médailles : treize en or, quatorze en argent et onze en bronze, se situant à la sixième place des nations au tableau des médailles. Le judoka David Douillet est le porte-drapeau d'une délégation française comptant 336 sportifs.

## Bilan général
Quarante-huit heures avant les séries du 400 mètres, l'athlète Marie-José Pérec décide de quitter les Jeux olympiques dans un grand fracas de rumeur de pression à son encontre. Ce départ précipité, et le silence de Pérec de plus de deux ans qui en suivra, marquera la fin de sa carrière sportive.
| Place | Sport                 | Médaille d'or, Jeux olympiques | Médaille d'argent, Jeux olympiques | Médaille de bronze, Jeux olympiques | Total | Rang pays |
| 1     | Cyclisme              | 5                              | 2                                  | 1                                   | 8     | 1er       |
| 2     | Judo                  | 2                              | 2                                  | 2                                   | 6     | 2e        |
| 3     | Aviron                | 2                              | 0                                  | 1                                   | 3     |           |
| 4     | Escrime               | 1                              | 4                                  | 1                                   | 6     | 3e        |
| 5     | Canoë-Kayak           | 1                              | 1                                  | 1                                   | 3     | 5e        |
| 6     | Tir                   | 1                              | 1                                  | 0                                   | 2     | 6e        |
| 7     | Boxe                  | 1                              | 0                                  | 1                                   | 2     | 5e        |
| 8     | Gymnastique           | 0                              | 2                                  | 0                                   | 2     |           |
| 9     | Natation              | 0                              | 1                                  | 0                                   | 1     | 13e       |
| -     | Basket-ball           | 0                              | 1                                  | 0                                   | 1     | 2e        |
| 11    | Natation synchronisée | 0                              | 0                                  | 1                                   | 1     | 3e        |
| -     | Tennis de table       | 0                              | 0                                  | 1                                   | 1     | 3e        |
| -     | Taekwondo             | 0                              | 0                                  | 1                                   | 1     | 13e       |
| -     | Tennis                | 0                              | 0                                  | 1                                   | 1     | 7e        |
| Total | Total                 | 13                             | 14                                 | 11                                  | 38    | 6e        |

## Liste des médaillés français
Le cyclisme (à l'image de Florian Rousseau et Félicia Ballanger), l'escrime et le judo (troisième médaille consécutive de David Douillet) recueillent 20 des 38 médailles françaises. Alors que l'équipe de France de basket-ball crée une énorme surprise dans ces Jeux olympiques, on découvre le boxeur Brahim Asloum.
Parmi les médaillés français, trois d'entre eux connaîtront par la suite une carrière politique qui les amènera à occuper le poste de ministre des sports à savoir : David Douillet (2011-2012), Laura Flessel (2017-2018) et Roxana Maracineanu (depuis 2018).

### Médailles d'or
| Sport               | Discipline                                | Athlète(s)                                                         | Performance                        | Date         |
| Médailles d'or : 13 |                                           |                                                                    |                                    |              |
| Aviron              | Deux sans barreur masculin                | Michel Andrieux Jean-Christophe Rolland                            | 6 min 32 s 97                      | 23 septembre |
| Aviron              | Quatre sans barreur poids légers masculin | Laurent Porchier Jean-Christophe Bette Yves Hocdé Xavier Dorfman   | 6 min 1 s 68                       | 24 septembre |
| Boxe                | Poids mi-mouches                          | Brahim Asloum                                                      | victoire contre Lozano             | 30 septembre |
| Canoë-kayak         | Slalom C1 masculin                        | Tony Estanguet                                                     | 231,87 s                           | 18 septembre |
| Cyclisme sur piste  | Épreuve du 500 m féminin                  | Félicia Ballanger                                                  | 34 s 140 (RO)                      | 16 septembre |
| Cyclisme sur piste  | Vitesse par équipes masculine             | Florian Rousseau Laurent Gané Arnaud Tournant                      | 44 s 232 (RO)                      | 17 septembre |
| Cyclisme sur piste  | Vitesse individuelle féminine             | Félicia Ballanger                                                  | Victoire 2 - 1 contre Grichina     | 20 septembre |
| Cyclisme sur piste  | Keirin masculin                           | Florian Rousseau                                                   |                                    | 21 septembre |
| Escrime             | Fleuret par équipes masculin              | Jean-Noël Ferrari Brice Guyart Patrice Lhôtellier Lionel Plumenail | Victoire 45 - 44 contre la Chine   | 22 septembre |
| Judo                | Moins de 63 kg femmes                     | Séverine Vandenhende                                               | Victoire par Yuko contre Li        | 19 septembre |
| Judo                | Plus de 100 kg hommes                     | David Douillet                                                     | Victoire par Yuko contre Shinohara | 22 septembre |
| Tir                 | Pistolet 10 m hommes                      | Franck Dumoulin                                                    | 688,9 pts                          | 23 septembre |
| VTT                 | Cross-Country masculin                    | Miguel Martinez                                                    | 2 h 9 min 2 s                      | 24 septembre |

### Médailles d'argent
| Sport                   | Discipline                      | Athlète(s) | Performance                               | Date         |
| Médailles d'argent : 14 |                                 | |                                           |              |
| Basket-ball             | Tournoi masculin                | Moustapha Sonko Laurent Sciarra Antoine Rigaudeau Laurent Foirest Yann Bonato Makan Dioumassi Stéphane Risacher Thierry Gadou Cyril Julian Crawford Palmer Jim Bilba Frédéric Weiss | Défaite 75 - 85 contre les États-Unis     | 1er octobre  |
| Canoë-kayak             | Slalom K1 femmes                | Brigitte Guibal | 251,88 s                                  | 18 septembre |
| Cyclisme sur piste      | Poursuite individuelle féminine | Marion Clignet | Défaite contre van Moorsel 3 min 38 s 751 | 18 septembre |
| Cyclisme sur piste      | Vitesse individuelle masculine  | Florian Rousseau | Défaite 0 - 2 contre Nothstein            | 20 septembre |
| Escrime                 | Épée individuelle masculine     | Hugues Obry | Défaite 12 - 15 contre Kolobkov           | 16 septembre |
| Escrime                 | Épée par équipes masculine      | Jean-François Di Martino Robert Leroux Hugues Obry Éric Srecki | Défaite 38 - 39 contre l'Italie           | 18 septembre |
| Escrime                 | Sabre individuel masculin       | Mathieu Gourdain | Défaite 12 - 15 contre Mihai Covaliu      | 21 septembre |
| Escrime                 | Sabre par équipes masculin      | Mathieu Gourdain Julien Pillet Cédric Seguin Damien Touya | Défaite 32 - 45 contre la Russie          | 24 septembre |
| Gymnastique artistique  | Cheval d'arçons hommes          | Éric Poujade | 9,825 pts                                 | 24 septembre |
| Gymnastique artistique  | Barre fixe hommes               | Benjamin Varonian | 9,787 pts                                 | 25 septembre |
| Judo                    | Moins de 66 kg hommes           | Larbi Benboudaoud | Defaite par ippon contre Özkan            | 17 septembre |
| Judo                    | Moins de 78 kg femmes           | Céline Lebrun | Defaite par Yuko contre Tang              | 21 septembre |
| Natation                | 200 m dos féminin               | Roxana Maracineanu | 2 min 10 s 25                             | 22 septembre |
| Tir                     | Trap femmes                     | Delphine Racinet | 92 pts                                    | 18 septembre |

### Médaille de bronze
| Sport                    | Discipline                         | Athlète(s)                         | Performance                           | Date         |
| Médailles de bronze : 11 |                                    |                                    |                                       |              |
| Aviron                   | Deux de couple poids légers hommes | Pascal Touron Thibaud Chapelle     | 6 min 24 s 85                         | 24 septembre |
| Boxe                     | Poids mouches                      | Jérôme Thomas (boxe anglaise)      | Victoire en 1/4 contre Navarro        | 1er octobre  |
| Canoë-kayak              | Slalom K1 femmes                   | Anne-Lise Bardet                   | 254,77 s                              | 18 septembre |
| Cyclisme sur route       | Contre la montre féminin           | Jeannie Longo-Ciprelli             | 42 min 52 s                           | 30 septembre |
| Escrime                  | Épée individuelle féminine         | Laura Flessel                      | Victoire 15 - 6 contre Logunova       | 17 septembre |
| Judo                     | Moins de 90 kg hommes              | Frédéric Demontfaucon              | Victoire par Ippon contre Səlimov     | 20 septembre |
| Judo                     | Moins de 100 kg hommes             | Stéphane Traineau                  | Victoire par Ippon contre Ze'evi      | 21 septembre |
| Natation synchronisée    | Duo                                | Virginie Dedieu Myriam Lignot      | 97,437 pts                            | 26 septembre |
| Taekwondo                | Plus de 80 kg masculin             | Pascal Gentil                      | Victoire par forfait contre Al-Dosari | 30 septembre |
| Tennis                   | Simple messieurs                   | Arnaud Di Pasquale                 | 7-65 / 67-7 / 6-3 contre Federer      | 1er octobre  |
| Tennis de table          | Double messieurs                   | Patrick Chila Jean-Philippe Gatien | Victoire 3 - 1 contre Lee/Ryu         | 23 septembre |

## Engagés français par sport

### Athlétisme
| Épreuve           | Hommes | Femmes |
| ----------------- | --- | --- |
| 100 m             | David Patros : 2e tour, 10 s 33 | Christine Arron : ½ finales, 11 s 42 Sandra Citte : 2e tour, 11 s 63 |
| 200 m             | | Muriel Hurtis : ½ finales, 23 s 13 |
| 400 m             | Ibrahima Wade : 2e tour, 45 s 61 Marc Raquil : 2e tour, 45 s 56 | Marie-José Pérec : ne s’est pas présentée au départ |
| 1 500 m           | Mehdi Baala : finale, 3 min 34 s 14 (4e place) Driss Maazouzi : finale, 3 min 45 s 46 (11e place) | |
| 5 000 m           | Mustapha Essaid : 1er tour, 13 min 40 s 82 | Yamna Belkacem : 1er tour, 16 min 08 s 49 |
| 10 000 m          | | Fatima Yvelain : 1er tour, 33 min 44 s 48 |
| 100 m haies       | | Linda Ferga : finale, 13 s 11 (7e place) Nicole Ramalalanirina finale, 12 s 91 (6e place) Patricia Girard : 2e tour, 13 s 43 |
| 110 m haies       | Jean-Marc Grava : 2e tour, 14 s 47 | |
| 4 × 100 m         | Christophe Cheval, Jérôme Éyana, Needy Guims, Frédéric Krantz, David Patros : finale, 38 s 49 (5e place) | Christine Arron, Sandra Citte, Fabé Dia, Linda Ferga, Muriel Hurtis : finale, 42 s 42 (4e place) |
| 4 × 400 m         | Marc Foucan, Emmanuel Front, Pierre-Marie Hilaire, Marc Raquil, Ibrahima Wade, Bruno Wavelet : finale, 3 min 01 s 02 (4e place) | |
| 3 000 m steeple   | Gaël Pencreach : finale, 8 min 41 s 19 (14e place) Bouabdellah Tahri : 1er tour, 8 min 34 s 69 | |
| Lancer du marteau | David Chaussinand : finale, 75,26 m (11e place) Gilles Dupray : qualifications, 75,05 m Christophe Épalle : qualifications, 74,22 m | Manuela Montebrun : qualifications, 57,77 m |
| Lancer du poids   | | Laurence Manfredi : qualifications, 16,57 m |
| Lancer du disque  | | Mélina Robert-Michon : qualifications, 54,11 m |
| Lancer du javelot | | Nadine Auzeil : qualifications, 53,85 m |
| Saut en longueur  | Cheikh Touré : qualifications, 7,87 m Ronald Servius : qualifications, 7,66 m | |
| Triple saut       | Colomba Fofana : qualifications, 14,59 m | |
| Saut à la perche  | Jean Galfione : qualifications, 5,55 m Romain Mesnil : qualifications, 5,40 m | Caroline Ammel : qualifications, 4,15 m Marie Poissonnier : qualifications, 4,15 m |
| 20 km marche      | Anthony Gillet : finale, 1 h 27 min 36 s (33e place) | Nora Leksir : finale, 1 h 35 min 39 s (22e place) Fatiha Ouali : finale, 1 h 35 min 35 s (23e place) |
| 50 km marche      | Denis Langlois : finale, 3 h 05 min 56 s (14e place) Sylvain Caudron : finale, 4 h 03 min 22 s(29e place) René Piller : finale, abandon | |
| Marathon          | Mohamed Ouaadi : finale, 2 h 14 min 04 s (8e place) Abdellah Behar : finale, abandon | |
| Heptathlon        | | Nathalie Teppe : finale, 5 851 points (19e place) (100 m haies : 14 s 02, Hauteur : 1,72 m, Poids : 13,44 m, 200 m : 26 s 39, Longueur : 5,94 m, Javelot : 46,98 m, 800 m : 2 min 18 s 56) Eunice Barber : finale, abandon (100 m haies : 12 s 97, Hauteur : 1,84 m, Poids : 11,27 m, 200 m : 24 s 47, Longueur : 5,93 m) |
| Décathlon         | Laurent Hernu : finale, 7 909 pts (19e place) (100 m : 11 s 19, Longueur : 7,14 m, Poids : 13,54 m, Hauteur : 2,06 m, 400 m : 50 s 63, 100 m haies : 14 s 51, Disque : 41,78 m, Perche : 5,00 m, Javelot : 56,34 m, 1 500 m : 4 min 37 s 82) Wilfrid Boulineau : finale, 7 821 pts (20e place) (100 m : 11 s 07, Longueur : 7,08 m, Poids : 13,38 m, Hauteur : 2,03 m, 400 m : 49 s 82, 100 m haies : 15 s 02, Disque : 39,86 m, Perche : 4,80 m, Javelot : 59,69 m, 1 500 m : 4 min 35 s 59) Sébastien Levicq : finale, abandon (100 m : 11 s 48, Longueur : 6,57 m, Poids : 13,53 m) | |

### Aviron
| Hommes | Femmes |
| --- | --- |
| Deux de pointe - Michel Andrieux - Jean-Christophe Rolland · : finale, 6 min 32 s 97 médaille d'or Deux de couple - Frédéric Kowal - /Adrien Hardy : finale B Quatre de pointe - Daniel Fauche - Antoine Béghin - Laurent Béghin - Gilles Bosquet : finale B Quatre de couple - Yvan Deslavière - Guillaume Jeannet · Sébastien Vieilledent - Samuel Barathay : finale B Deux de couple poids légers - Pascal Touron - Thibaud Chapelle · : finale, 6 min 24 s 85 médaille de bronze Quatre de pointe poids légers - Laurent Porchier - Jean-Christophe Bette · Yves Hocdé - Xavier Dorfman : finale, 6 min 01 s 68 médaille d'or | Skiff 1 place - Sophie Balmary : finale B Deux de couple - Céline Garcia - Gaëlle Buniet : finale B Deux de couple poids légers - Bénédicte Luzuy - Christelle Fernandez-Schulte : finale B |

### Badminton
| Hommes                                             | Femmes                                                               |
| -------------------------------------------------- | -------------------------------------------------------------------- |
| Simple messieurs - Bertrand Gallet : 16e de finale | Simple dames - Tatiana Vattier : 1er tour - Sandra Dimbour : 2e tour |

### Basket-ball
| Hommes | Femmes |
| --- | --- |
| Premier tour - France bat Nouvelle-Zélande (76-50) - France perd contre Lituanie (63-81) - France bat Chine (82-70) - France perd contre Italie (57-67) - France perd contre États-Unis (94-106) Quarts de Finale - France bat Canada (68-63) Demi-Finale - France bat Australie (76-52) Finale - France perd contre États-Unis (75-85) | Premier tour - France bat Senegal (75-39) - France bat Slovaquie (58-51) - France bat Canada (70-58) - France bat Brésil (73-70) - France perd contre Australie (62-69) Quarts de Finale - France perd contre Corée-du-Sud (59-68) Match de classement 5e/6e place - France bat Russie (71-59) |
| L'équipe - Jim Bilba - Yann Bonato - Makan Dioumassi - Laurent Foirest - Thierry Gadou - Cyril Julian - Crawford Palmer - Antoine Rigaudeau - Stéphane Risacher - Laurent Sciarra - Moustapha Sonko - Frédéric Weis | L'équipe - Nicole Antibe - Isabelle Fijalkowski - Edwige Lawson - Sandra Le Dréan - Nathalie Lesdema - Catherine Melain - Lœtitia Moussard - Audrey Sauret - Laure Savasta - Yannick Souvré - Dominique Tonnerre - Stéphanie Vivenot                                                           |
| médaille d’argent | 5e place |

### Boxe
| Hommes |
| --- |
| 48 kg - Brahim Asloum : finale, bat Rafael Lozano Munoz médaille d’or 51 kg - Jérôme Thomas : demi-finale, perd contre Bulat Jumadilov médaille de bronze 54 kg - Rachid Bouaita : 1er tour 60 kg - Abdel Jebahi : 1er tour 63,5 kg - Willy Blain : 2e tour 71 kg - Frédéric Esther : quart de finale 81 kg - John Dovi : quart de finale 91 kg - Jackson Chanet : quart de finale |

### Canoë-kayak
| Hommes | Femmes |
| --- | --- |
| K1 1 000 m - Pierre Lubac : finale, 3 min 37 s 931 (7e place) K2 500 m - Babak Amir-Tahmasseb et Philippe Aubertin : finale, 1 min 48 s 921 (4e place) K2 1 000 m - Babak Amir-Tahmasseb et Philippe Aubertin : finale, 3 min 17 s 635 (5e place) K4 1 000 m - Maxime Boccon, Frédéric Gauthier, Stephane Gourichon, et Pierre Lubac : demi-finale, 3 min 03 s 703 C1 500 m - Éric Le Leuch : demi-finale, 1 min 56 s 907 C1 1 000 m - Éric Le Leuch : finale, 3 min 57 s 217 (4e place) Slalom - Hommes Kayak monoplace - Laurent Burtz : finale, 227,63 (8e place) Canoë monoplace - Tony Estanguet : finale, 231,87 médaille d’or - Emmanuel Brugvin : finale, 238,42 (4e place) Canoë biplace - Wilfrid Forgues and Franck Adisson : finale, 290,91 (7e place) | Kayak monoplace - Brigitte Guibal : finale, 251,88 médaille d’argent - Anne-Lise Bardet : finale, 254,77 médaille de bronze |

### Cyclisme
| Hommes | Femmes |
| --- | --- |
| Route Contre la montre - Laurent Jalabert : finale, 58 min 44 s (5e place) - Christophe Moreau : finale, 59 min 37 s (13e place) Course en ligne - Laurent Jalabert : finale, 5 h 30 min 34 s (5e place) - Laurent Brochard : finale, 5 h 30 min 46 s (45e place) - Christophe Moreau : finale, 5 h 30 min 46 s (62e place) - Richard Virenque : finale, 5 h 30 min 46 s (63e place) - Christophe Capelle : finale, abandon Piste Vitesse individuelle - Laurent Gané : demi-finale - Florian Rousseau : finale, médaille d’argent Poursuite individuelle - Philippe Gaumont : qualifications Kilomètre - Arnaud Tournant : finale, 1 min 03 s 023 (5e place) Course aux points - Christophe Capelle : finale (19e place) Keirin - Frédéric Magné : finale (6e place) - Florian Rousseau : finale médaille d’or Vitesse par équipes - Laurent Gané, Florian Rousseau, Arnaud Tournant : finale, 44 s 233 médaille d’or Poursuite par équipes - Cyril Bos, Philippe Ermenault, Francis Moreau, Jérôme Neuville : demi-finale, 4 min 11 s 549 Madison - Robert Sassone et Christophe Capelle : finale (10e place) VTT - Miguel Martinez : finale, 2 h 09 min 02 s 50 médaille d’or - Ludovic Dubau : finale, 2 h 16 min 48 s 56 (18e place) - Christophe Dupouey : finale, abandon | Route Contre la montre - Jeannie Longo : finale, 42 min 52 s médaille de bronze - Catherine Marsal : finale, 44 min 27 s (13e place) Course en ligne - Magali Le Floc'h : finale, 3 h 06 min 31 s (6e place) - Catherine Marsal : finale, 3 h 11 min 04 s (38e place) - Jeannie Longo : 3 h 06 min 04 s (25e place) Piste Vitesse individuelle - Félicia Ballanger : finale médaille d’or Poursuite individuelle - Marion Clignet : finale médaille d’argent 500 m - Félicia Ballanger : finale, 34 s 140 médaille d’or - Magali Faure-Humbert : finale, 35 s 766 (11e place) Course aux points - Marion Clignet : finale (6e place) VTT - Laurence Leboucher : finale, 2 h 00 min 38 s 89 (18e place) - Sophie Villeneuve : finale, 2 h 02 min 31 s 71 (23e place) |

### Équitation
| Mixte |
| --- |
| Saut d’obstacles - Alexandra Lederman (Rochet M) : 28e - Thierry Pomel (Thor des Chaines) : 28e - Michel Robert (Auleto) - Philippe Rozier (Barbarian) : 46e - Patrice Delaveau (Caucalis) : 68e - Par équipes : finale, 24,00 pts : 4e place Concours complet - Jean-Lou Bigot (Twist La Beige) : 12e - Didier Courrèges (Débat d’Estruval) - Nicolas Touzaint (Cobra d’Or) : abandon - Rodolphe Scherer (Bambi de Brière, Avant-Première) : 4e - Didier Viricel (Caprice de la Cour) - Par équipes : 10e place - Jean-Luc Force (Crocus Jacob) - Jean Teulère (Amouncha) - Didier Willefert (Blakring) - Jean-Lou Bigot (Twist La Beige) : 12e |

### Escrime
| Hommes | Femmes |
| --- | --- |
| Épée individuel - Hugues Obry : médaille d’argent - Éric Srecki : 7e place - Jean-François Di Martino : 21e place Sabre individuel - Mathieu Gourdain : médaille d’argent - Damien Touya : 5e place - Julien Pillet : 12e place Fleuret individuel - Jean-Noël Ferrari : 4e place - Brice Guyart : 27e place - Lionel Plumenail : 29e place Fleuret par équipes - Jean-Noël Ferrari, Brice Guyart, · Patrice Lhotellier, Lionel Plumenail : médaille d’or Épée par équipes - Jean-François Di Martino, Robert Leroux, · Hugues Obry, Éric Srecki : médaille d’argent Sabre par équipes - Mathieu Gourdain, Julien Pillet, · Cédric Seguin, Damien Touya : médaille d’argent | Épée individuel - Laura Flessel-Colovic : médaille de bronze - Valérie Barlois : 5e place - Sangita Tripathi : 14e place Fleuret individuel - Adeline Wuillème : 18e place Épée par équipes Femmes - Laura Flessel-Colovic, Valérie Barlois, Sangita Tripathi : 5e place |

### Gymnastique
| Hommes | Femmes |
| --- | --- |
| Gymnastique Artistique - Éric Casimir : qualifications - Yann Cucherat : finale aux barres parallèles (6e place) - Dimitri Karbanenko : qualifications - Florent Marée : qualifications - Éric Poujade : cheval d’arçons, 9,825 médaille d’argent - Benjamin Varonian : barre fixe, 9,787 médaille d’argent Trampoline - David Martin | Gymnastique Artistique - Anne-Sophie Endeler : qualifications - Delphine Regease : qualifications - Ludivine Furnon : qualifications - Nelly Ramassamy : qualifications - Alexandra Soler : qualifications - Elvire Teza : finale au barres asymétriques (8e place) Gymnastique Rythmique et Sportive - Individuel : Eva Serrano - Par équipes : Anne-Sophie Doyen, Anne-Laure Klein, Anne-Sophie Lavoine, Laetitia Mancieri, Magalie Poisson, Vanessa Sauzède |

### Haltérophilie
| Hommes                                                                                              | Femmes                                                |
| --------------------------------------------------------------------------------------------------- | ----------------------------------------------------- |
| - Éric Bonnel (56 kg) - Romuald Ernault (69 kg) - Samson NDicka Matam (94 kg) - David Matam (85 kg) | - Sabrina Richard (48 kg) - Virginie Lachaume (53 kg) |

### Handball
| Hommes | Femmes |
| --- | --- |
| Premier tour - France et Slovénie (24-24) - France bat Tunisie (17-20) - France bat Espagne (25-23) - France perd contre Suède (23-24) - France bat Australie (28-16) Quarts de finale - France perd contre RF Yougoslavie (21-26) Matchs de classement - France bat Slovénie (29-27) - France perd contre Allemagne (22-25) L'équipe - Grégory Anquetil - Cédric Burdet - Patrick Cazal - Didier Dinart - Jérôme Fernandez - Christian Gaudin - Bertrand Gille - Guillaume Gille - Olivier Girault - Andrej Golić - Stéphane Joulin - Guéric Kervadec - Bruno Martini - Jackson Richardson - Marc Wiltberger | Premier tour - France perd contre Corée du Sud (18-25) - France perd contre Hongrie (23-25) - France bat Angola (29-27) - France bat Roumanie (21-18) Quarts de finale - France perd contre Danemark (26-28ap) Matchs de classement - France bat Brésil (32-23) - France perd contre Autriche (32-33ap) L’équipe - Valérie Nicolas - Joanne Dudziak - Sonia Cendier - Leila Lejeune - Sandrine Mariot-Delerce - Nodjialem Myaro - Véronique Pecqueux-Rolland - Christelle Joseph-Mathieu - Raphaëlle Tervel - Stéphanie Cano - Isabelle Wendling - Stéphanie Ludwig - Myriam Korfanty - Nathalie Selambarom - Laïsa Lerus |
| 6e place | 6e place |

### Judo
| Hommes | Femmes |
| --- | --- |
| - Éric Despezelle (60 kg) - Larbi Benboudaoud (66 kg) : médaille d’argent - Ferrid Kheder (73 kg) - Djamel Bouras (81 kg) - Frédéric Demontfaucon (90 kg) : médaille de bronze - Stéphane Traineau (–100 kg) : médaille de bronze - David Douillet (+100 kg) : médaille d’or | - Sarah Nichilo-Rosso (48 kg) - Laëtitia Tignola (52 kg) - Barbara Harel (57 kg) - Séverine Vandenhende (63 kg) : médaille d’or - Karine Rambault (70 kg) - Céline Lebrun (–78 kg) : médaille d’argent - Christine Cicot (+78 kg) |

### Lutte
| Hommes |
| --- |
| - Djamel Ainaoui greco-romaine (58 kg) - Ghani Yalouz greco-romaine (69 kg) - Yvon Riemer greco-romaine (76 kg) |

### Natation
| Hommes | Femmes |
| --- | --- |
| Natation 50 m nage libre - Romain Barnier : séries, non partant 100 m nage libre - Romain Barnier : séries, 50 s 32 400 m nage libre - Nicolas Rostoucher : séries, 3 min 51 s 80 1 500 m nage libre - Nicolas Rostoucher : séries, 15 min 13 s 26 100 m papillon - Franck Esposito : ½ finale, 53 s 38 200 m papillon - Franck Esposito : finale, 1 min 58 s 39 (8e place) 100 m brasse - Hugues Duboscq : séries, 1 min 02 s 40 200 m brasse - Stéphan Perrot : ½ finale, 2 min 14 s 59 - Yohan Bernard : finale, 2 min 13 s 31 (7e place) 100 m dos - Simon Dufour, ½ finale, 55 s 79 200 m dos - Simon Dufour : séries, 2 min 01 s 09 200 m 4 nages - Xavier Marchand : séries, 2 min 02 s 86 400 m 4 nages - Johann Le Bihan : séries, 4 min 20 s 96 Relais 4 × 100 m nage libre - Romain Barnier, Frédérick Bousquet, Hugo Viart, Nicolas Kintz : finale, 3 min 21 s 00 (7e place) Relais 4 × 100 m 4 nages - Simon Dufour, Hugues Duboscq, Franck Esposito, Frédérick Bousquet : finale, 3 min 40 s 02 (7e place) Plongeon 3 m - Frédéric Pierre : éliminatoires, 310,74 10 m - Gilles Emptoz-Lacote : éliminatoires, 377.7 3 m synchronisé - Gilles Emptoz-Lacote, Frédéric Pierre : finale (6e place) 10 m synchronisé - Gilles Emptoz-Lacote, Frédéric Pierre : finale, 314,94 (8e place) | Natation 200 m nage libre - Solenne Figuès : séries, 2 min 01 s 46 400 m nage libre - Laetitia Choux : séries, 4 min 13 s 09 100 m papillon - Cécile Jeanson : séries, 59 min 96 s 200 m papillon - Cécile Jeanson : ½ finale, 2 min 10 s 78 200 m brasse - Karine Bremond : ½ finale, 2 min 27 s 86 100 m dos - Roxana Maracineanu : finale, 1 min 01 s 10 (4e place) 200 m dos - Roxana Maracineanu : finale, 2 min 10 s 25 médaille d’argent Relais 4 × 200 m nage libre - Alicia Bozon, Laetitia Choux, Solenne Figuès, Katarin Quelennec : finale, 8 min 05 s 99 (8e place) Natation synchronisée Ballet - Cinthia Bouhier, Virginie Dedieu, Charlotte Fabre, Myriam Glez, Rachel Le Bozec, Myriam Lignot, Charlotte Massardier, Magali Rathier, Cathy Geoffroy : finale, 96,467 (4e place) Duo - Virginie Dedieu, Myriam Lignot : finale, 97,437 médaille de bronze Plongeon 3 m - Sandra Ponthus : éliminatoires, 242,79 - Julie Danaux : éliminatoires, 219,87 10 m - Odile Arboles-Souchon : éliminatoires, 260,25 - Claire Febvay : éliminatoires, 222,81 10 m synchronisé - Odile Arboles-Souchon, Julie Danaux : finale, 277,14 (7e place) |

### Pentathlon moderne
| Hommes                                                                                | Femmes                                     |
| ------------------------------------------------------------------------------------- | ------------------------------------------ |
| - Sébastien Deleigne : 5 326 pts (4e place) - Olivier Clergeau : 5 217 pts (8e place) | - Caroline Delemer : 4 992 pts (10e place) |

### Taekwondo
| Hommes                                       | Femmes                                   |
| -------------------------------------------- | ---------------------------------------- |
| - Pascal Gentil (80 kg) : médaille de bronze | - Myriam Baverel (67 kg) : éliminatoires |

### Tennis
| Hommes | Femmes |
| --- | --- |
| Simple messieurs - Arnaud Di Pasquale : médaille de bronze - Fabrice Santoro : 3e tour - Nicolas Escudé : 1er tour Double messieurs - Nicolas Escudé et Arnaud Clément : 2e tour | Simple dames - Amélie Mauresmo: 1er tour - Julie Halard: 1/8 de finale - Nathalie Dechy: 1/8 de finale Double dames - Julie Halard et Amélie Mauresmo : 2e tour |

### Tennis de table
| Hommes | Femmes                                       |
| --- | -------------------------------------------- |
| Simple messieurs - Damien Eloi : 1/8 de finale - Jean-Philippe Gatien : 1er tour - Christophe Legout : 1/8 de finale Double messieurs - Patrick Chila- Jean-Philippe Gatien : médaille de bronze - Damien Eloi- Christophe Legout : 1/4 de finale | Simple dames - Anne Boileau : 1/16 de finale |

### Tir
| Hommes | Femmes                                                                                                   |
| --- | --- |
| - Jean-Pierre Amat (50 m, 3 positions) - Franck Badiou (10 m) - Philippe Joualin (carabine 60 balles couché) - Franck Dumoulin (Pistolet 10 m) : 688,900, médaille d'or - Stéphane Gagne (10 m air comprimé) - Stéphane Clamens (fosse olympique) - Jean-François Dellac (skeet) - Jean-Paul Gros (double trap) - Christophe Vicard (trap) | - Valérie Bellenoue (50 m, 3 positions) - Delphine Racinet (fosse olympique) : 92,000, médaille d'argent |

### Tir à l'arc
| Hommes | Femmes                                                 |
| --- | ------------------------------------------------------ |
| - Sébastien Flute : 1/4 de finale - Jocelyn de Grandis 2e tour - Lionel Torres 1er tour - Par équipes : Sébastien Flute, Jocelyn de Grandis, Lionel Torres : 1/8 de finale | - Sylvie Pissis : 1er tour - Alexandra Fouace 1er tour |

### Triathlon
| Hommes | Femmes |
| --- | --- |
| - Olivier Marceau : 1 h 49 min 18 s 03 (7e place) - Carl Blasco : 1 h 50 min 18 s 02 (19e place) - Stéphan Bignet : 1 h 51 min 12 s 15 (31e place) | - Isabelle Mouthon-Michellys : 2 h 02 min 53 s 41 (7e place) - Christine Hocq : 2 h 03 min 01 s 90 (8e place) - Béatrice Mouthon : 2 h 11 min 08 s 08 (35e place) |

### Voile
| Hommes | Mixte | Femmes                                       |
| --- | --- | -------------------------------------------- |
| Mistral - Alexandre Guyader : finale, 100 (12e place) Finn - Xavier Rohart : finale, 55 (5e place) 470 - Gildas Philippe et Tanguy Cariou : finale, 111 (14e place) | Tornado - Pierre Pennec and Yann Guichard : finale, 43 (4e place) Soling - Jean-Marie Dauris, Philippe Presti et Pascal Rambeau : round robin | Mistral - Lise Vidal : finale, 75 (9e place) |